# I-divisioona 1986/87
Die Saison 1986/87 war die 13. Spielzeit der I-divisioona, der zweithöchsten finnischen Eishockeyspielklasse. KooKoo stieg als Zweitligameister direkt in die SM-liiga auf. TuTo Hockey, HPK Hämeenlinna und JoKP Joensuu qualifizierten sich für die SM-liiga-Relegation, in der alle drei Mannschaften scheiterten. Peliitat Heinola stieg in die dritte Liga ab.

## Modus
In der Hauptrunde absolvierte jede der zwölf Mannschaften insgesamt 44 Spiele. Der Erstplatzierte stieg direkt in die SM-liiga auf. Die Mannschaften auf den Plätzen 2 bis 4 qualifizierten sich für die SM-liiga-Relegation. Der Letztplatzierte der Hauptrunde stieg in die dritte Liga ab. Für einen Sieg erhielt jede Mannschaft zwei Punkte, bei einem Unentschieden gab es einen Punkt und bei einer Niederlage null Punkte.

## Hauptrunde

### Tabelle
|     | Klub                | Sp | S  | U | N  | Tore    | Punkte |
| --- | ------------------- | -- | -- | - | -- | ------- | ------ |
| 1.  | KooKoo              | 44 | 36 | 2 | 6  | 302:137 | 74     |
| 2.  | TuTo Hockey         | 44 | 28 | 1 | 15 | 234:120 | 57     |
| 3.  | HPK Hämeenlinna     | 44 | 27 | 1 | 16 | 223:165 | 55     |
| 4.  | JoKP Joensuu        | 44 | 25 | 2 | 17 | 231:190 | 52     |
| 5.  | SaiPa Lappeenranta  | 44 | 23 | 5 | 16 | 205:201 | 51     |
| 6.  | Vaasan Sport        | 44 | 23 | 1 | 20 | 200:203 | 47     |
| 7.  | Ketterä Imatra      | 44 | 19 | 1 | 24 | 195:237 | 39     |
| 8.  | Kiekko-Reipas Lahti | 44 | 18 | 3 | 23 | 193:241 | 39     |
| 9.  | SaPKo Savonlinna    | 44 | 17 | 2 | 25 | 221:215 | 36     |
| 10. | Karhu-Kissat        | 44 | 16 | 4 | 24 | 189:236 | 36     |
| 11. | FoPS Forssa         | 44 | 15 | 1 | 28 | 217:292 | 31     |
| 12. | Peliitat Heinola    | 44 | 4  | 3 | 37 | 131:306 | 11     |

Sp = Spiele, S = Siege, U = Unentschieden, N = Niederlagen